# Erythrodiplax basifusca
Erythrodiplax basifusca ist eine Libellenart der Gattung Erythrodiplax aus der Unterfamilie Sympetrinae. Sie tritt im Osten der USA und von dort über Mexiko und Chile bis nach Argentinien auf.

## Merkmale

### Bau der Imago
Das Tier erreicht eine Länge von 26 bis 30 mm, wobei 18 bis 24 mm davon auf das Abdomen entfallen. Die Hinterflügel sind zwischen 21 mm und 26 mm lang. Sie ist damit eine eher kleine Libellenart. Wie in der Gattung der Erythrodiplax üblich färbt sich der in der Jugend bräunliche bzw. olivfarbene Körper mit dem Alterungsprozess schnell in ein aschblau um. Dabei wird die Oberseite des Kopfes bei dieser Art metallisch blau oder schwarz.
Der Thorax weist größtenteils keine Markungen auf, ist aber vor der Farbänderung vorne in ein dunkleres braun getaucht und seitlich olivfarbener.
Die Beine der Weibchen sind komplett schwarz.
Die Flügel haben meist bis maximal zur ersten Antenodalader einen bernsteinfarbenen Fleck, können aber auch durchsichtig sein.
Die basalen Segmente des stämmigen Abdomens sind geschwollen. Die mittleren Segmente sind abgeflacht. Wie in der Gattung üblich zeigt sich auch hier ein Sexualdimorphismus in der Farbe, so ist das Abdomen bei den Weibchen bräunlich während es bei den Männchen blauschwarz ist. Die Cerci sind schwarz.

### Bau der Larve
Die Larve hat einen bis auf am Prothorax unbehaarten Körper. Der Kopf ist länger als der Thorax, wobei am Unterkiefer vier Einkerbungen vorhanden sind. Die molare Zahnformel ist (2-4), allerdings stets ohne molaren Damm. Das dritte Segment der Antennen ist das längste. Die paarigen Seitenplatten (Ventrolateralplatten) des elften Hinterleibssegmentes, der sogenannte Paraproct, sind von der Seite gesehen glatt.

## Ähnliche Arten
Ähnlichkeit besteht zum Beispiel zu zwei Vertretern der eigenen Gattung, nämlich der Erythrodiplax fusca und der Erythrodiplax minuscula. Die E. fusca unterscheidet sich insbesondere durch ihren leuchtenden roten Farbton. Von der zweiten kann sie durch den größeren basalen Schatten unterschieden werden.

## Wissenschaftliche Betrachtungen
Die Erstbeschreibung erfolgte 1895 durch Calvert. Bis ins Jahr 2000 galt die Art als synonym zu Erythrodiplax connata, wurde dann aber von Needham et al. als eigene Art erkannt. 2003 wurden diese Untersuchungen durch Paulson bestätigt.